# 長江港 (愛媛県)
長江港（ながえこう）は、愛媛県越智郡上島町岩城（岩城島）にある港湾。管理者は上島町。地方港湾。

## かつての航路
2022年3月20日の岩城橋開通に伴い、同年3月末をもって下記の航路は廃止となり以降定期航路の寄港は無い。
- 岩城汽船（快速船）
  - 岩城港（岩城島）- 長江港 - 土生港（因島）
- 長江フェリー
  - 長江港 - 土生港（因島）所要時間は約13分[3]

- 長江港桟橋
- 長江港を海側から撮影